# Гальбиати, Маттиа
Маттиа Гальбиати (род. 8 июля 1986) — итальянский самбист, дзюдоист и боец смешанных единоборств, чемпион и призёр первенств Италии по дзюдо среди юниоров и молодёжи, бронзовый призёр чемпионата Италии по дзюдо 2010 года, серебряный (2015) и бронзовый (2017, 2018) призёр розыгрышей Кубка Европы по самбо, бронзовый призёр чемпионата Европы по самбо 2015 года, бронзовый призёр чемпионата мира по самбо 2020 года, победитель и призёр международных турниров по самбо и дзюдо. По самбо выступал в первой полусредней весовой категории (до 68 кг). Офицер итальянской полиции.
По состоянию на январь 2018 года в смешанных единоборствах провёл семь боёв, из которых 4 выиграл (1 — сдачей соперника и 3 — решением судей) и 3 проиграл (1 нокаут, 1 сдача и 1 — решением судей).